# Institut de formation et de recherche démographiques
 (juillet 2022).
L’Institut de formation et de recherche démographiques (IFORD) est un institut de formation intergouvernemental africain créé en 1971. Il est devenu un organisme interétatique qui s'est illustré dans la formation des plusieurs démographes africains. L'IFORD se compose de 26 États africains.

## Historique
C'est à la suite d'une recommandation du conseil des ministres de la commission économique pour l'Afrique que l'Institut de formation et de recherche démographiques (IFORD) a vu le jour en 1971. Après un partenariat entre les Nations unies et le gouvernement camerounais.
En 1999, l’IFORD devient une institution intergouvernementale présidée par le représentant d’un des États membres, élu au sein du conseil d’administration.
Au regard du progrès constaté au fil des années dans les missions qui lui ont été attribuées, l'IFORD a reçu le prix de l'excellence  des Nations unies pour la population en 2011.

## Situation et conditions d'accès

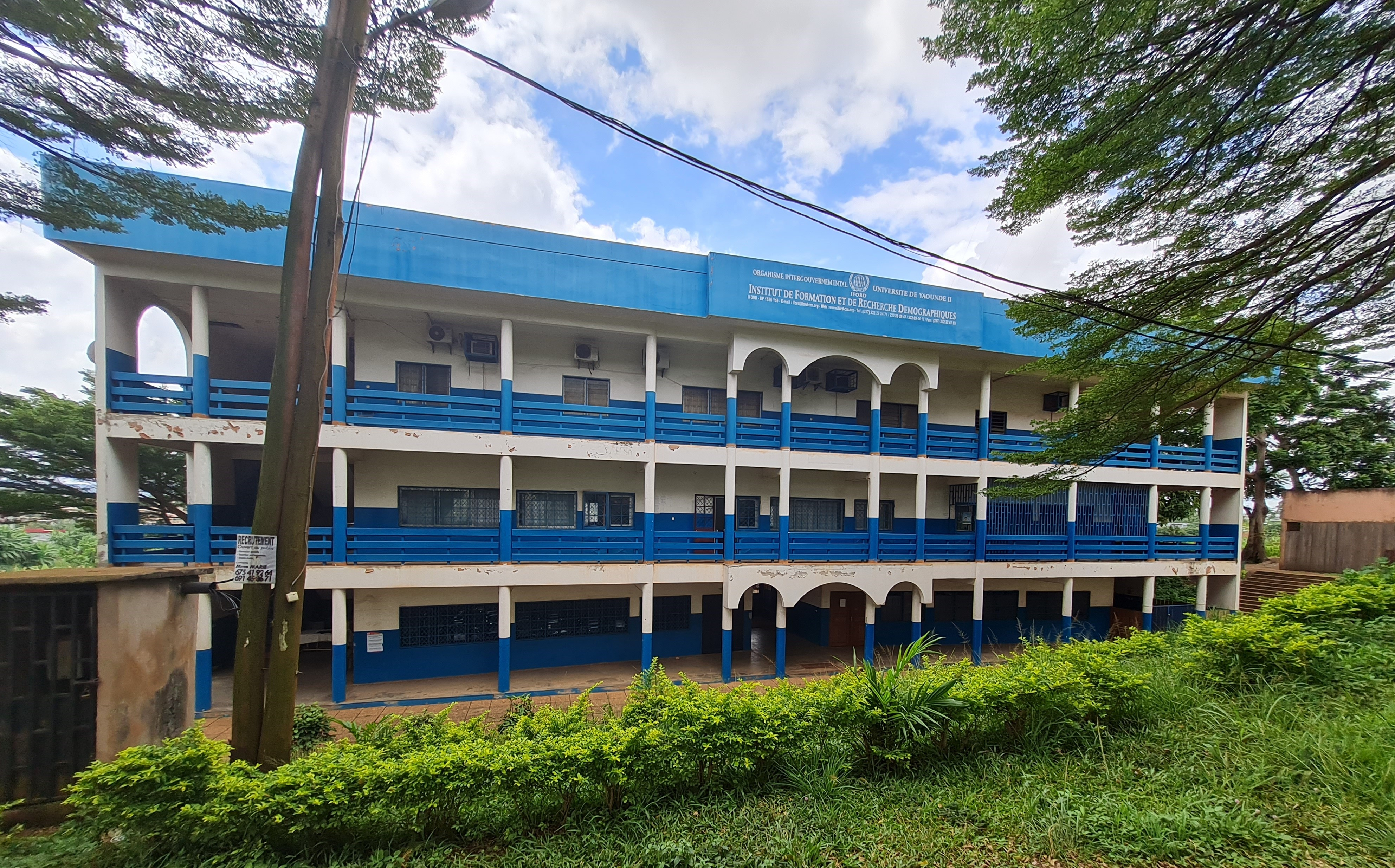
Bâtimentn abritant l'IFORD

L'IFORD a son siège à Yaoundé, au Cameroun, au sein de l'université de Yaoundé II. Ses étudiants doivent être licenciés dans les domaines suivants : démographie, géographie, sociologie, anthropologie, sciences économiques, mathématiques, statistiques ou tout autre diplôme jugé équivalent par la direction des études de l'institut. Ils sont sélectionnés par un concours d'entrée annuel organisé dans chaque  pays membres. Après l'admission au concours, l'étudiant doit obtenir un financement à travers les bailleurs de fonds.

## Formation
La formation à l'Institut de formation de recherche démographies (IFORD) comporte deux cycles : master et doctorat.
1. le cycle du master : il dure deux ans et est sanctionnée par l'obtention du master professionnel en démographie. Cette formation est axée sur le renforcement des capacités et des compétences en matières de projets de population et développement.
2. le cycle du doctorat : il dure trois ans et est sanctionné par un doctorat en sciences de la population. Il est focalisé sur la formation des formateurs et des chercheurs de haut niveau.

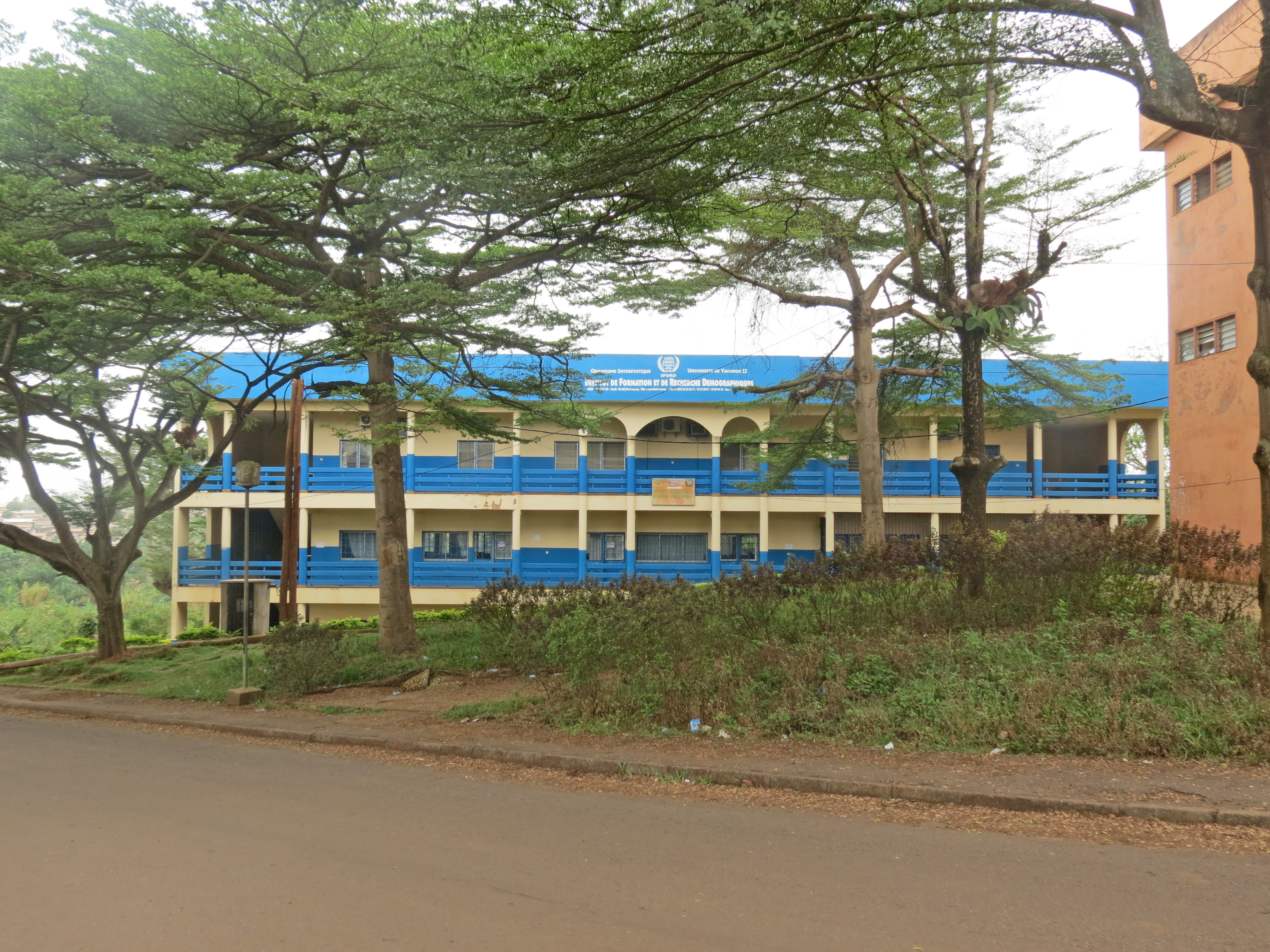
L'IFORD en 2014

## Débouchés
Les diplômés de L'IFORD sont aptes à exercer des fonctions dans les instituts nationales de statistique, la fonction publique, les universités et instituts de recherche, les organismes internationaux et ONG, dans les structures travaillant dans le domaine de la population et des ressources humaines.